# 152-мм гаубица-пушка образца 1937 года (МЛ-20)
152-мм гаубица-пушка образца 1937 года (МЛ-20, индекс ГАУ — 52-Г-544А) — советская гаубица-пушка периода Второй мировой войны. Это орудие серийно выпускалось с 1937 по 1946 год, состояло или до сих пор состоит на вооружении армий многих стран мира, использовалось практически во всех значимых войнах и вооружённых конфликтах середины и конца XX века. Этим орудием были вооружены самые мощные советские самоходные артиллерийские установки Великой Отечественной войны — СУ-152 и ИСУ-152. По мнению некоторой части артиллерийских экспертов, МЛ-20 входит в число лучших конструкций ствольной артиллерии за весь период её существования. Даже более сдержанные оценки[кто?] признают выдающуюся роль МЛ-20 в боевом применении и развитии советской артиллерии середины XX века.

## История создания
Из тяжёлых орудий корпусного-армейского звена Рабоче-крестьянской Красной армии (РККА) досталась от русской армии 152-мм осадная пушка образца 1910 года. Это орудие было спроектировано французской фирмой «Шнейдер» (Schneider) для Российской империи и использовалось в Первой мировой и Гражданской войнах. К 1930-м годам оно явно устарело и было подвергнуто двум модернизациям — в 1930 и 1934 годах. Модернизации существенно улучшили характеристики пушки образца 1910 года, но, тем не менее, она не вполне удовлетворяла требованиям своего времени, главным образом по мобильности, максимальному углу возвышения и скорости наводки. В 1935—1936 годах конструкторское бюро (КБ) завода № 172 (Пермский завод) в Мотовилихе пыталось продолжить модернизацию орудия, однако Главное артиллерийское управление (ГАУ) не поддержало эти работы, и они были прекращены. Началось проектирование нового орудия.
В КБ завода № 172 были спроектированы две гаубицы-пушки — МЛ-15 и МЛ-20. Над проектированием МЛ-20 работала группа инженеров под руководством известного советского конструктора-оружейника Ф. Ф. Петрова, причём первоначально работы над этим орудием велись в инициативном порядке, тогда как МЛ-15 создавалась по заданию ГАУ. Оба орудия имели многочисленные заимствования от 152-мм пушки обр. 1910/34 гг. — ствол с затвором, противооткатные устройства. МЛ-20 также имела с этим орудием общий колёсный ход, подрессоривание и станины, а у МЛ-15 эти элементы конструкции были разработаны заново.
В апреле 1936 года первый образец МЛ-15 был направлен на полигонные испытания, однако их не прошёл и был отправлен на доработку. В марте 1937 года МЛ-15 вышла на повторные полигонные испытания, которые прошли без замечаний. МЛ-20 вышла на полигонные испытания 25 декабря 1936 года, а в следующем году — на войсковые. По итогам этих испытаний МЛ-20, после устранения недостатков, в основном касающихся лафета, была рекомендована к принятию на вооружение. 22 сентября 1937 года МЛ-20 была принята на вооружение под официальным названием «152-мм гаубица-пушка образца 1937 года».
С сегодняшней точки зрения выбор МЛ-20 вместо МЛ-15 труднообъясним. Автор публикаций в области отечественной артиллерии А. Б. Широкорад полагает, что МЛ-15 имела явные преимущества перед МЛ-20 — она была существенно легче (в походном положении на 600 кг, в боевом — на 500 кг) и была более мобильна (скорость возки — до 45 км/ч). С другой стороны, МЛ-15 имела более современную и сложную конструкцию лафета. В других источниках утверждается, что выбор был сделан из экономических соображений — для МЛ-20 уже была готова технологическая оснастка.

## Описание конструкции
МЛ-20 являлась гаубицей-пушкой, то есть артиллерийской системой, у которой гаубичные свойства преобладают над пушечными. Орудие имело достаточно современную для своего времени конструкцию с лафетом с раздвижными станинами и подрессоренным колёсным ходом. Ствол выпускался в двух разновидностях — скреплённый и моноблок (в некоторых источниках упоминается и третий вариант — со свободной трубой). МЛ-20 оснащалась поршневым затвором, гидравлическим тормозом отката веретённого типа, гидропневматическим накатником и имела раздельно-гильзовое заряжание. Затвор имеет механизм принудительной экстракции стреляной гильзы при его открывании после выстрела и предохранитель, который запирает затвор после заряжания до производства выстрела. Если в силу каких-нибудь причин потребовалось разрядить орудие, то необходимо сначала переключить выключатель предохранителя для разрешения открывания затвора. Для облегчения заряжания при больших углах возвышения казённик МЛ-20 оснащён механизмом удержания гильзы. Спуск производится нажатием курка за спусковой шнур. Орудие имело механизм взаимной замкнутости, который препятствует открыванию затвора, если ствол не соединён должным образом с противооткатными устройствами. Для смягчения отдачи на противооткатные устройства и лафет МЛ-20 оснащалась мощным массивным дульным тормозом щелевидного типа. Накатник и тормоз отката содержат по 22 литра жидкости каждый, давление в накатнике составляет 45 атмосфер.
Отличительной особенностью МЛ-20 является уникальное сочетание различных углов возвышения и начальных скоростей снаряда, которые задаются выбором одного из тринадцати метательных зарядов. В результате орудие могло использоваться и как гаубица, стреляющая по навесной траектории с относительно небольшой скоростью снаряда, и как пушка — по настильной траектории с высокой скоростью снаряда. Орудие оснащалось как телескопическим прицелом для стрельбы прямой наводкой, так и артиллерийской панорамой для стрельбы с закрытых позиций.
Лафет с раздвижными станинами снабжён уравновешивающим механизмом и щитовым прикрытием. Колёса металлические с резиновыми шинами (некоторые ранние орудия имели колёса со спицами и резиновыми грузошинами от пушки обр. 1910/34 гг.), рессоры пластинчатые. Возка орудия обычно производилась на лафете со стволом в оттянутом положении. Время перехода из походного положения в боевое составляло 8—10 минут. На небольшие расстояния система могла перевозиться с неоттянутым стволом со скоростью 4—5 км/ч. Лафет пушки МЛ-20 был признан нормализованным, получил обозначение 52-Л-504А и был использован при модернизации 122-мм пушки А-19. Для транспортировки МЛ-20 использовались тяжёлые гусеничные артиллерийские тягачи «Ворошиловец» и «Коминтерн», которые выпускались Харьковским паровозостроительным заводом — разработчиком и первым производителем знаменитого танка Т-34. «Ворошиловец» оснащался тем же двигателем В-2, что и «тридцатьчетвёрки». С-65 «Сталинец», АТС-712, АТС-59, АТС-59Г, УРАЛ-4320,. также использовались для транспортировки МЛ-20.
- 152-мм гаубица-пушка обр. 1937 г. (МЛ-20) в артиллерийском музее г. Хямеэнлинна, Финляндия. Вид слева
- 152-мм гаубицы-пушки обр. 1937 г. (МЛ-20) в Петропавловской крепости, Санкт-Петербург. Вид сзади справа. Обратите внимание на модернизированный колёсный ход. Эти орудия использовались для традиционного полуденного выстрела.
- 152-мм гаубица-пушка обр. 1937 г. (МЛ-20) в музее Batey ha-Osef, Израиль. Вид спереди
- 152-мм гаубица-пушка обр. 1937 года (МЛ-20) в артиллерийском музее г. Хямеэнлинна, Финляндия. Ещё один вид слева

## Производство
Производство МЛ-20 велось только на заводе № 172 в Перми с 1937 по 1946 годы. Кроме выпуска буксируемых орудий, было выпущено около 4000 орудийных установок МЛ-20С для монтажа на самоходно-артиллерийских установках (САУ) СУ-152 и ИСУ-152 (всего было построено 2825 САУ ИСУ-152 и 670 САУ СУ-152). Преемником МЛ-20 стала 152-мм пушка-гаубица Д-20, находившаяся в серийном производстве с 1956 года. Данное орудие имело идентичную с МЛ-20 баллистику.
| Производство МЛ-20 |      |      |      |      |      |      |      |      |      |      |       |
| Производитель      | 1937 | 1938 | 1939 | 1940 | 1941 | 1942 | 1943 | 1944 | 1945 | 1946 | Итого |
| № 172 (Молотов)    | 148  | 500  | 627* | 901  | 1342 | 1716 | 1095 | 275  | 325  | 15   | 6944  |

*из них 60 для ВМФ
| 1-е полугодие | 7   | 8   | 9   | 10  | 11  | 12  | Всего |
| ------------- | --- | --- | --- | --- | --- | --- | ----- |
| 497           | 128 | 141 | 150 | 155 | 151 | 120 | 1342  |

С принятием на вооружение самоходных артиллерийских установок СУ-152 и ИСУ-152 большинство мощностей завода было переориентировано на выпуск для них артиллерийской части МЛ-20С.
| 1943 | 1944 | 1945 | Всего |
| ---- | ---- | ---- | ----- |
| 821  | 1305 | 1407 | 3533  |

## Организационно-штатная структура
Изначально МЛ-20 предназначалась для корпусной артиллерии. Вместе с 122-мм пушкой образца 1931/37 годов она составляла так называемый «корпусной дуплекс». К началу Великой Отечественной войны имелось 74 корпусных артиллерийских полка нескольких штатов и ещё 20 полков разворачивались при мобилизации:
- В различных вариантах имели по 48, 36 и 24 орудия 107-мм, 122-мм и 152-мм:
- два дивизиона МЛ-20 и один дивизион А-19 или 107-мм пушек (24 гаубицы-пушки);
- один дивизион МЛ-20 и два дивизиона А-19 или 107-мм пушек (12 гаубиц-пушек);
- два дивизиона МЛ-20 и два дивизиона А-19 или 107-мм пушек (24 гаубицы-пушки);
- три дивизиона МЛ-20 (36 гаубиц-пушек);
- два дивизиона МЛ-20 (24 гаубицы-пушки); разворачивались при мобилизации;
- три полка имели на вооружении артиллерийские орудия бывших армий Латвии, Литвы и Эстонии.

Кроме того, 152-мм гаубицы-пушки находились в 10 пушечных полках артиллерии РГК и ещё 3 полка разворачивались при мобилизации..
Пушечные полки кроме одного или двух дивизионов 107-мм и 122-мм пушек имели по два дивизиона 152-мм гаубиц-пушек МЛ-20.
На 1 января 1941 года на балансе ГАУ КА состояли 2113 орудий, из них 17 требовали текущего ремонта, 18 среднего и 7 подлежали списанию.
На 22 июня имелось около 2500 орудий.
Вскоре после начала Великой Отечественной войны корпусная артиллерия была упразднена вместе со стрелковыми корпусами. Вновь она была возрождена во второй половине войны. По штату корпусные артполки во второй половине войны имели 122-мм пушки или 152-мм гаубицы, однако некоторые источники мемуарного характера свидетельствуют об использовании в них МЛ-20. Считалось, что корпусная артиллерия должна быть оснащена более мобильными орудиями, чем МЛ-20. В 1943 году на вооружение была принята 152-мм гаубица Д-1, которая стала основой корпусной артиллерии, а более мощную и менее мобильную МЛ-20 окончательно перевели в армейскую артиллерию и артиллерию РВГК.
С 1943 года МЛ-20 использовалась в артполках более крупной организационно-штатной единицы — общевойсковой армии. Общевойсковая армия имела артиллерийский полк из 18 единиц МЛ-20. Гвардейские армии с начала 1945 года имели артиллерийскую бригаду из 36 единиц МЛ-20.
Помимо стрелковых и механизированных формирований МЛ-20 состояла на вооружении чисто артиллерийских бригад и полков резерва Верховного Главного Командования (РВГК). Пушечный полк РВГК имел 24 единицы МЛ-20. С 1943 года формируются артиллерийские бригады РВГК, пушечная бригада имела 36 единиц МЛ-20. Пушечные бригады РВГК могли входить в состав более крупных артиллерийских соединений — артиллерийских дивизий прорыва и пушечных артиллерийских дивизий.

## Модификации
В процессе серийного производства орудие значительно не менялось. Ствол орудия выпускался в двух вариантах — скреплённый и моноблок (в некоторых источниках упоминается и третий вариант — со свободной трубой). Ранние образцы орудия имели колёса со спицами и резиновыми грузошинами от 152-мм пушки обр. 1910/34 гг.

### МЛ-20С
Для монтажа на САУ выпускался вариант МЛ-20С (индекс ГАУ — 52-ПС-544С), у которого длина нарезной части составляла 3467,1 мм, а длина ствола с дульным тормозом составляла 32,3 калибра / 4925 мм с иным расположением органов управления, более удобным для наводчика в стеснённых условиях боевого отделения самоходки.
Существовало несколько опытных вариантов МЛ-20, не пошедших в серию:

### МЛ-20
В 1937 году ГАУ решило ради сомнительной экономии перевести орудия среднего калибра на картузное заряжание. В 1939 году был создан опытный образец МЛ-20 с таким заряжанием, испытания которого прошли неудачно. Экономия на металле для гильз перечёркивается более медленным темпом огня и разгаром каморы орудия, отсутствующем при раздельно-гильзовом заряжании.

### МЛ-20СМ
Модернизированная версия варианта для самоходных артиллерийских установок. При идентичной баллистике с МЛ-20С это орудие не имело дульного тормоза. МЛ-20СМ была установлена на опытную САУ ИСУ-152 образца 1945 года на базе тяжёлого танка ИС-3, построенную в единственном экземпляре и ныне экспонирующуюся в Бронетанковом Музее в Кубинке.

### БЛ-29
Орудие создано в ОКБ-172 в 1946 году и представляло собой МЛ-20 с литым казёнником и клиновым затвором.

### МЛ-20
С ходом лафета и передка по образцу 130-мм пушки М-46. В 1950 году создан и испытан опытный образец.

### МЛ-20М
Модификация орудия для береговой артиллерии Военно-морского флота. Отличались изменениями в щите, наличием специальных принимающих приборов систем вертикального и горизонтального наведения и т. п. Опытная серия из трёх орудий была изготовлена в 1940 году, однако испытания орудий прошли неудачно, и на вооружение они не принимались. Изготовленные орудия были отправлены на фронт, где были потеряны. После войны индекс МЛ-20М получали орудия, прошедшие модернизацию.

## Самоходные артиллерийские установки с МЛ-20
МЛ-20 устанавливалась на следующие САУ:
- СУ-152. САУ на базе танка КВ-1с. Выпускалась с февраля по декабрь 1943 года. Всего выпущено 670 шт.
- ИСУ-152. САУ на базе танка ИС-1. Выпускалась с ноября 1943 года по 1946 год (точная дата окончания выпуска под вопросом). Всего выпущено 3242 шт.
- ИСУ-152 образца 1945 года. Экспериментальная САУ на базе танка ИС-3, построена в единственном экземпляре.

## Характеристики и свойства боеприпасов
МЛ-20 стреляла всем ассортиментом 152-мм пушечных и гаубичных снарядов, в том числе разнообразными старыми гранатами русского и импортного производства, за исключением мортирной фугасной гранаты 53-Ф-521, стрельба которой из гаубиц М-10, Д-1 и гаубицы-пушки МЛ-20, была категорически запрещена. После Великой Отечественной войны на вооружение поступили новые боеприпасы повышенной мощности 3ОФ25, а также добавились новые типы, например, активно-реактивные, кассетные и осветительные. Кумулятивный снаряд 53-БП-540 пробивал под углом 90° — 250 мм, 60° — 220 мм, 30° — 120 мм.
| Номенклатура боеприпасов                                |                |               |                   |                              |                          |                                 |                                     |
| Тип                                                     | Индекс снаряда | Марка ВВ/ОВ   | Масса снаряда, кг | Масса ВВ/ОВ, кг              | Марка взрывателя         | Начальная скорость снаряда, м/с | Максимальная дальность стрельбы, км |
| Кумулятивные                                            |                |               |                   |                              |                          |                                 |                                     |
| Вращающийся                                             | 53-БП-540      | A-IX-1        | 27,67             | 5,6                          | ГКВ, ГПВ-3               | 680                             | 3                                   |
| Бронебойные                                             |                |               |                   |                              |                          |                                 |                                     |
| Остроголовый без баллистического наконечника            | 53-БР-540      | A-IX-2        | 48,8              | 0,66                         | МД-7                     | 600                             | 4                                   |
| Тупоголовый с баллистическим наконечником               | 53-БР-540Б     | A-IX-2        | 48,96             | 0,48                         | ДБР                      | 600                             | 4                                   |
| Морской фугасный полубронебойный                        | А3-ПБ-35       | тротил        | 51,07             | 3,15                         | КТМФ                     | 573                             | 5                                   |
| Бетонобойные                                            |                |               |                   |                              |                          |                                 |                                     |
| Гаубичный                                               | 53-Г-530       | тротил        | 40                | 5,1                          | КТД, ДБТ                 | 570                             | 14,82                               |
| Гаубичный, снаряжён методом шнекования                  | 53-Г-530Ш      | тротил        | 40                | 5,1                          | КТД, ДБТ                 | 670                             | 15,84                               |
| Пушечный                                                | 53-Г-545       | тротил        | 56                | 4,22                         | КТД                      | 552                             | 15,8                                |
| Осколочные и Кассетные                                  |                |               |                   |                              |                          |                                 |                                     |
| Гаубичная осколочная граната                            | 53-О-530А      | аммотол       | 40                | 5,31                         | РГМ-2, Д-1-У             | 670                             | 15,92                               |
| Кассетный снаряд с осколочными боевыми элементами       | 3-О-13         | A-IX-10       | 41,4              | 8×0,23                       | ДТМ-75                   | 655                             | 14,5                                |
| Осколочно-фугасные                                      |                |               |                   |                              |                          |                                 |                                     |
| Стальная гаубичная граната                              | 53-ОФ-530      | тротил        | 40                | 5,83                         | РГМ-2, Д-1-У, АР-5       | 670                             | 15,92                               |
| Чугунная пушечная граната                               | 53-ОФ-540В     | тротил        | 43,56             | 4,80                         | РГМ-2, В-90, Д-1-У, АР-5 | 655                             | 17,23                               |
| Стальная пушечная граната                               | 53-ОФ-540      | тротил        | 43,56             | 5,86                         | РГМ-2, В-90, Д-1-У, АР-5 | 655                             | 17,23                               |
| Стальная пушечная граната с железо-керамическим пояском | 53-ОФ-540Ж     | тротил        | 43,56             | 5,86                         | РГМ-2, В-90, Д-1-У, АР-5 | 655                             | 17,32                               |
| Активно-реактивный снаряд                               | 3ОФ22          | А-IX-2        | 43,33             | 4,88                         | В-429, АР-5              | 655                             | 20,5                                |
| Снаряд повышенной мощности                              | 3ОФ25          | A-IX-20       | 43,56             | 6,88                         | РГМ-2, В-90, АР-5        | 655                             | 17,23                               |
| Шрапнельные                                             |                |               |                   |                              |                          |                                 |                                     |
| Шрапнель с трубкой 45 сек.                              | 53-Ш-501       | —             | 41,2              | 0,5                          | 45 сек.                  |                                 |                                     |
| Шрапнель с трубкой Т-6                                  | 53-Ш-501Т      | —             | 41,2              | 0,5                          | Т-6                      |                                 |                                     |
| Снаряд со стреловидными поражающими элементами          | 3Ш2            | —             | 43,56             |                              | ДТМ-75                   | 655                             | 10,2                                |
| Фугасные                                                |                |               |                   |                              |                          |                                 |                                     |
| Остроголовая граната старого образца                    | 53-Ф-542       | тротил        | 38,1              | 5,86                         | РГМ                      | 660                             | 13,83                               |
| Остроголовая граната старого образца                    | 53-Ф-542Г      | тротил        | 38,52             | 5,73                         | 4ГТ                      | 660                             | 13,83                               |
| Остроголовая граната старого образца                    | 53-Ф-542У      | тротил        | 38,36             | 5,77                         | УГТ, УГТ-2               | 660                             | 13,83                               |
| Тупоголовая граната старого образца                     | 53-Ф-542Ш      | тротил        | 40,6              | 6,06                         | РГМ                      | 650                             | 12,83                               |
| Тупоголовая граната старого образца                     | 53-Ф-542ШГ     | тротил        | 41                | 5,93                         | 4ГТ                      | 650                             | 12,83                               |
| Тупоголовая граната старого образца                     | 53-Ф-542ШУ     | тротил        | 40,86             | 5,96                         | УГТ, УГТ-2               | 650                             | 12,83                               |
| Дымовые                                                 |                |               |                   |                              |                          |                                 |                                     |
| Гаубичный                                               | 53-Д-530       |               |                   |                              |                          |                                 |                                     |
| Пушечный                                                | 53-Д-540       | белый фосфор  | 43,53             | 6,626                        |                          | 655                             | 17,23                               |
| Осветительные                                           |                |               |                   |                              |                          |                                 |                                     |
| Гаубичный со временем горения 40—45 с                   | 3С1            | —             | 40,2              | —                            | Т-7                      |                                 | 14                                  |
| Пушечный со временем горения 55 с                       | 3С6(-1)        | —             | 39,7              | —                            | Т-90                     |                                 | 14,94                               |
| Химические                                              |                |               |                   |                              |                          |                                 |                                     |
| Со стойким типом отравляющего вещества.                 | 53-ХС-530      |               | 38,8              |                              |                          | 670                             | 15,9                                |
| Дальнобойная со стойким типом отравляющего вещества.    | 53-ХС-530Д     | вязкий люизит | 42,5              | 5,4                          |                          |                                 |                                     |
| С нестойким типом отравляющего вещества.                | 53-ХН-530      |               | 39,1              |                              | КТМ-2                    | 670                             | 15,9                                |
| Осколочно-химическая гаубичная граната                  | 53-ОХ-530      |               | 40                |                              | КТМ-2, РГ-6              | 670                             | 15,9                                |
| Осколочно-химическая пушечная граната                   | 53-ОХ-540      |               |                   |                              |                          | 655                             | 17,23                               |
| Осколочно-химический снаряд                             | 3Х3            | зоман         | 40                | 2,873                        | РГМ-2                    |                                 |                                     |
| Осколочно-химический снаряд                             | 3Х3-35         | зарин         | 40                | 2,82                         | РГМ-2                    |                                 |                                     |
| Ядерные                                                 |                |               |                   |                              |                          |                                 |                                     |
| Выстрел 3ВБ3                                            | 3Б3            |               | 56                | 1 кт (тротиловый эквивалент) |                          |                                 | 17,4                                |
| Учебные                                                 |                |               |                   |                              |                          |                                 |                                     |
| Инертный                                                | 53-ОФ-540ИН    | —             | 43,56             | —                            | —                        | 655                             | 17,23                               |
| Практический трассирующий                               | 53-ПБР-540     | —             | 48,78             | —                            | —                        | 600                             | 4                                   |
| Холостой выстрел с зарядом 4Х13                         | —              | —             | —                 | —                            | —                        | —                               | —                                   |

| Таблица бронепробиваемости для 152-мм гаубицы-пушки обр. 1937 г. (МЛ-20) |                          |                          |
| Остроголовый калиберный бронебойный снаряд 53-БР-540 |                          |                          |
| Дальность, м | При угле встречи 60°, мм | При угле встречи 90°, мм |
| 500 | 105                      | 125                      |
| 1000 | 95                       | 115                      |
| 1500 | 85                       | 105                      |
| 2000 | 75                       | 90                       |
| Тупоголовый калиберный бронебойный снаряд 53-БР-540Б |                          |                          |
| Дальность, м | При угле встречи 60°, мм | При угле встречи 90°, мм |
| 500 | 105                      | 130                      |
| 1000 | 100                      | 120                      |
| 1500 | 95                       | 115                      |
| 2000 | 85                       | 105                      |
| Морской полубронебойный снаряд обр. 1915/1928 г. |                          |                          |
| Дальность, м | При угле встречи 60°, мм | При угле встречи 90°, мм |
| 100 | 110                      | 136                      |
| 500 | 104                      | 128                      |
| 1000 | 97                       | 119                      |
| 1500 | 91                       | 111                      |
| 2000 | 85                       | 105                      |
| Приведённые данные относятся к советской методике измерения пробивной способности. Следует помнить, что показатели бронепробиваемости могут заметно различаться при использовании различных партий снарядов и различной по технологии изготовления брони. |                          |                          |

| Таблица бронепробиваемости для 152-мм гаубицы-пушки обр. 1937 г. (МЛ-20\|МЛ-20С) и 152-мм пушки обр. 1910/34 г., |                          |                          |
| Остроголовый калиберный бронебойный снаряд 53-БР-540 |                          |                          |
| Дальность, м | При угле встречи 60°, мм | При угле встречи 90°, мм |
| 100 | 114                      | 140                      |
| 300 | 111                      | 136                      |
| 500 | 108                      | 132                      |
| 1000 | 101                      | 124                      |
| 1500 | 95                       | 117                      |
| 2000 | 89                       | 109                      |
| 2500 | 84                       | 102                      |
| 3000 | 78                       | 96                       |
| 3500 | 73                       | 90                       |
| 4000 | 69                       | 85                       |
| Толщина пробиваемой брони рассчитана по формуле Жакоб-де-Марра при K=2400. Углом встречи называется угол, составляемый касательной к траектории в точке встречи и плоскостью, касательной к поверхностьи цели в той же точке. Приведённые данные относятся к советской методике измерения пробивной способности. Следует помнить, что показатели бронепробиваемости могут заметно различаться при использовании различных партий снарядов и различной по технологии изготовления брони. |                          |                          |

## На вооружении
- Алжир — 20 по состоянию на 2024 год[33]
- Куба — некоторое количество в составе сухопутных войск и береговой обороны по состоянию на 2018 год[34]. В период с 1960 по 1963 годы поставлено из СССР 100 единиц МЛ-20[35]
- Монголия — некоторое количество по состоянию на 2024 год[33]

### Статус не известен
- Вьетнам — некоторое количество, в период с 1960 по 1961 годы поставлено из СССР 100 единиц МЛ-20[35]
- КНДР — некоторое количество, по состоянию на 2012 год[36]. В период с 1950 по 1951 годы поставлено из СССР 100 единиц МЛ-20[35]

### Бывшие
- Баасистская Сирия — некоторое количество по состоянию на 2018 год[37]
- Болгария — некоторое количество, по состоянию на 2007 год[38]
- Польша — 135 единиц МЛ-20, по состоянию на 2007 год[39]
- Ливия — некоторое количество, по состоянию на 2012 год[40]. Не фиксируются[33]
- Марокко — некоторое количество, в 1962 году поставлено из СССР 30 единиц МЛ-20[35][33]
- Нацистская Германия — несколько сотен МЛ-20 было захвачено вермахтом и использовалось во время Великой Отечественной войны под обозначением 15,2 cm KH.433/1(r)[источник не указан 1173 дня]
- Румыния — 154 единицы МЛ-20, по состоянию на 2007 год[41]
- Сомали — 45 единиц МЛ-20 поставлено из СССР в 1976 году[35]
- СССР — перешли к образовавшимся после распада государствам[источник не указан 1173 дня]
  -  Россия — 100 единиц МЛ-20 на хранении, по состоянию на 2024 год[42]. Гаубицы МЛ-20 с 2002 по 2009 год использовались для производства традиционного полуденного выстрела в Санкт-Петербурге[источник не указан 1173 дня]. Списаны[33]
  -  Украина — 7 единиц МЛ-20, по состоянию на 2007 год[43]. Списаны[33]
- Финляндия — некоторое количество МЛ-20 после модернизации под обозначением 152 H/37 находилось на вооружении резерва финской армии[источник не указан 1173 дня].

## МЛ-20 за рубежом
В начале Великой Отечественной войны значительное количество (несколько сотен) МЛ-20 было захвачено вермахтом. Орудие было принято на вооружение вермахта как пушка-гаубица 15,2 cm KH.433/1(r) и активно использовалось в боях против Красной армии. В феврале 1943 года для этого орудия немцы даже развернули массовое производство осколочно-фугасной гранаты весом 46 кг (штатный снаряд весил 43,56 кг).
В послевоенные годы МЛ-20 экспортировалась в ряд государств Азии и Африки, где до сих пор состоит на вооружении. Известно о наличии таких орудий в Сирии, Египте (соответственно, это орудие принимало активное участие в арабо-израильских войнах). В свою очередь, часть египетских МЛ-20 была захвачена израильтянами. Одно из таких захваченных орудий демонстрируется в музее Batey ha-Osef. Также МЛ-20 поставлялась в страны-участники Варшавского договора, например, в Польшу. В мемориале Познаньской цитадели это орудие имеется в экспозиции музейного вооружения, причём в 1980-х годах поляки провели модернизацию орудия, в частности, был заменён колёсный ход, модернизированные орудия получили обозначение обр. 1937/85 г.
Финский артиллерийский музей в Хямеэнлинне имеет гаубицу-пушку МЛ-20 в своей экспозиции. Финская армия в 1939—1940 годах захватила 22 МЛ-20, ещё в 1941—1944 годах было захвачено 37 орудий этого типа и на правах союзника приобрела ещё 27 в Германии. Захваченные МЛ-20 под обозначением 152 H/37 финские артиллеристы использовали как в полевой, так и в береговой артиллерии. Орудие им очень понравилось, единственным нареканием была его большая масса по сравнению с другими имевшимися у них орудиями сходного назначения и калибра, среди которых было много образцов времён Первой мировой войны. Малое число доступных мощных тягачей и послужило причиной перевода части МЛ-20 из полевой артиллерии в береговую — в последней требования к мобильности были существенно скромнее. Два орудия МЛ-20 были отбиты у финнов Красной армией.
Однако орудие, экспонирующееся в Хямеэнлинне, имеет неординарное происхождение — оно было приобретено в начале 1990-х годов у Германии из запасов армии бывшей ГДР. Интересно, что эта покупка позволила финской армии снять с активной службы такие «антикварные» орудия, как 76-мм дивизионные пушки образца 1902 года. Некоторое количество МЛ-20 после модернизации находится в резерве финской армии вплоть до настоящего времени, однако в связи с обновлением артиллерийского парка их вскоре планируется окончательно снять с вооружения.

## Сохранившиеся экземпляры
МЛ-20 является одним из экспонатов выставочного комплекса Салют-Победа в Оренбурге. Та же она представлена в экспозициях многих военных музеев, а также служит элементом ряда мемориалов. В Москве её можно увидеть в музее Великой Отечественной войны на Поклонной горе и Центральном музее Вооружённых Сил, в Санкт-Петербурге — в Музее артиллерии и инженерных войск и дворике Нарышкина бастиона Петропавловской крепости, в Московской области — в Музее техники Вадима Задорожного пос. Архангельское Красногорского района, в Музее отечественной военной истории в деревне Падиково Истринского района, в городе Клин (мемориал на пересечении Старо-Ямской улицы и трассы E-105), в Перми — в музее Мотовилихинских заводов, в Верхней Пышме (Свердловская область) — в музее «Боевая слава Урала», в Крыму (Севастополь) — диорама «Сапун-гора», в Салехарде — в парке 70-летия Победы. В Финляндии это орудие экспонируется в музее г. Хямеэнлинна, в Беларуси — в Брестской крепости на площадке артиллерийского вооружения, в Польше — в Познаньской цитадели, в Израиле — в музее Batey ha-Osef, на Украине — в Киевском музее Великой Отечественной войны, Запорожье — рядом с мемориальным комплексом возле плотины.
Шостка — возле городского музея. Шоссе Псков — Гдов, в качестве памятника.

## Боевое применение
МЛ-20 использовалась для стрельбы как прямой наводкой, так и с закрытых позиций по окопанной и открыто расположенной живой силе противника, его артиллерии, фортификациям и заграждениям, важным объектам в его ближнем тылу. При установке взрывателя осколочно-фугасной гранаты ОФ-540 массой 43,56 кг на осколочное действие она наносит поражение осколками по фронту на 40 м и в глубину до 8 м. Хотя при стрельбе пушечными снарядами число осколков и их разлёт существенно меньше, чем у гаубичной гранаты того же калибра, сами осколки получаются более массивными и способны пробивать броню до 20—30 мм толщиной. Поэтому заградительный огонь батареи МЛ-20 осколочно-фугасными снарядами представлял большую угрозу не только для живой силы, батарей и укреплений противника, но и для его бронетехники. Осколки пробивали броню бронетранспортёров, борта лёгких и средних танков. У тяжелобронированных машин они выводили из строя элементы ходовой части, орудие, прицелы. Иной раз сотрясения от близкого разрыва снаряда было достаточно для поломки узлов и агрегатов внутри танка или самоходки с непробитой бронёй.
Впервые МЛ-20 в небольших количествах была применена в ходе боёв на реке Халхин-Гол, при этом потерь орудия не понесли. Орудие активно использовалось в Советско-финской войне, где оно в том числе успешно применялось для разрушения ДОТов и ДЗОТов на линии Маннергейма (для уверенного разрушения дота требовалось 3-4 попадания 152-мм снарядов). Потери в ходе советско-финской войны составили 22 орудия этого типа. МЛ-20 участвовала во всех крупных операциях Великой Отечественной войны, в частности, известно её участие в Курской битве, где орудие в том числе выступало в несвойственной ему роли противотанковой пушки, оказавшись одним из немногих орудий, способных эффективно бороться с новыми хорошо бронированными немецкими танками и самоходно-артиллерийскими установками. Известно, что первый пушечный выстрел по территории Германии во второй половине Великой Отечественной войны произвела гаубица-пушка МЛ-20 № 3922 2 августа 1944 года. После окончания войны орудие долго состояло на вооружении Советской армии, передавалось или продавалось в другие страны для оснащения их вооружённых сил, в составе армий которых принимало участие в различных региональных конфликтах (в частности, в арабо-израильском). Небольшое количество боеспособных МЛ-20 имеется на складах Российской армии и в настоящее время.
За период Великой Отечественной войны было потеряно 2585 орудий: 1941—2058, 1942—354, 1943 — 42, 1944 — 70, 1945 — 61.

## Оценка проекта
МЛ-20, безусловно, была удачным орудием, что подтверждается продолжительностью её серийного выпуска и службы. Она находилась в нише между классическими полевыми гаубицами с коротким стволом и длинноствольными пушками особой мощности, сильно выигрывая у первых в дальности стрельбы, а у вторых по массе (как следствие этого, она обладала лучшей мобильностью и меньшей стоимостью). На практике первое преимущество приводило к тому, что МЛ-20 была способна наносить удары по позициям наиболее распространённых гаубиц противника, стреляя с недоступных для тех расстояний (например, самая распространённая немецкая гаубица 15 cm s.F.H.18 имела максимальную дальность стрельбы 13,3 км). Результатом второго преимущества являлось гораздо большее количество выпущенных МЛ-20 по сравнению с числом произведённых пушек большой мощности, которые были существенно дороже. В качестве иллюстрирующего примера можно взять немецкую пушку большой мощности 15 cm K.18 весом 12,5 т и максимальной дальностью стрельбы 24,8 км, которое было произведено с 1940 по 1943 в количестве 101 шт., или орудие на мортирном лафете 17 cm K.Mrs.Laf (23,4 т, 29,6 км), считающееся немецкими историками лучшим в своём классе, которое было выпущено в количестве 338 шт. Более лёгкие немецкие пушки 10,5 cm K.18 (5,6 т, 19,1 км) были более многочисленны — их выпуск составил 2135 шт., но мощность их осколочно-фугасного снаряда весом 15 кг не идёт ни в какое сравнение с 44-кг снарядом МЛ-20.
При сравнении МЛ-20 с немногочисленными аналогами очевидно преимущество советской пушки. 155-мм французские пушки обр. 1917 и 1918 г. (а также их американская модификация M1918M1) имели чуть большую по сравнению с МЛ-20 дальность стрельбы, но были на 3,5 т тяжелее, менее мобильны и отличались большей настильностью траектории, поскольку их угол возвышения был ограничен 40—42°. Австро-венгерская 6-дюйм. пушка обр. 1915/16, состоявшая помимо Австрии на вооружении также в Чехословакии, Италии и Третьем рейхе при собственной массе 12,9 т транспортировалась в двух повозках, каждая массой более 8 т каждая, имела максимальную дальность 21,8 км и очень ограниченный (6°) угол горизонтальной наводки из-за однобрусного лафета, и скорее соответствовала 152-мм пушке обр. 1910 или 1910/34. Чехословацкая гаубица Шкода К4 обр. 1937 г. (у немцев называлась 15 cm s.F.H.37(t)) была легче на 2 тонны, но уступала в дальности стрельбы на 2 с лишним километра. Кроме того, эти орудия были малораспространёнными, так как их было выпущено всего 178 шт. Немцы неоднократно пытались создать орудие, близкое по характеристикам к МЛ-20, но потерпели неудачу. Гаубица 15 cm s.F.H.40 в массовое производство не пошла по причине ряда конструктивных недостатков; другой образец, 15 cm s.F.H.42, имел максимальную дальность стрельбы 15 100 м и был выпущен в количестве 46 шт. В 1943 и 1944 вермахт объявлял конкурсы на создание новой 15-см гаубицы с дальностью стрельбы 18 км, но создать подходящий для серийного производства образец немецким конструкторам так и не удалось. Английская средняя полевая 5,5-дюймовая (калибр 140 мм) пушка, запущенная в производство в 1941 году, по своей дальности стрельбы тяжёлым снарядом в 14,8 км имела лишь небольшое преимущество над 15 cm s.F.H.18, при стрельбе лёгким 37 кг снарядом имела дальность 16 500 м, но уступала МЛ-20 по возможностям манёвра огнём.
МЛ-20 имела огромный ассортимент боеприпасов, позволяющих ей решать самые разнообразные задачи. Помимо типичных для артсистем подобного типа целей типа войсковых колонн, штабов, складов, артиллерийских позиций, МЛ-20 успешно привлекалась для разрушения долговременных огневых сооружений, в том числе и бетонных, причём в ряде случаев прямой наводкой. Очень эффективным было использование данных орудий в городских боях. МЛ-20 также использовалась в противотанковых целях. Использование орудия такого класса против танков неэффективно, поскольку для таких целей МЛ-20 имеет слишком большие размеры (соответственно, легко обнаруживается и поражается), высокую стоимость и малую скорость наводки. В то же время в ряде случаев, например, в Курской битве, при неэффективности штатных противотанковых средств против новых тяжелобронированных танков противника, МЛ-20 привлекалась для противотанковой борьбы. Бронебойный и бетонобойный снаряды МЛ-20 легко поражали все средние танки вермахта при стрельбе в любую проекцию, тяжёлый «Тигр» также поражался при стрельбе на дальностях порядка километра и менее во все проекции, а при стрельбе в борт и дальше. САУ «Фердинанд» легко поражалась в борт. Танк «Пантера» без проблем поражался в борт на всех дистанциях, на близких — и в лоб (хотя была велика вероятность рикошета до появления тупоголовых снарядов). При попадании в танк осколочно-фугасного снаряда со средних танков срывало башню; в тяжёлых же от сотрясения её заклинивало (причём существовала значительная вероятность разрушения конструктивных элементов погона и смещения башни от оси вращения), выходило из строя вооружение, приборы наблюдения, экипаж получал травмы.
Недостатками МЛ-20 были большая масса и ограниченная скорость возки, что было обусловлено консервативной конструкцией лафета. Как показал опыт МЛ-15, орудие могло быть сконструировано более лёгким и подвижным. Для транспортировки орудия требовался достаточно мощный тягач, число которых во время Великой Отечественной войны было относительно невелико. Этот же недостаток был отмечен и финскими артиллеристами. Недостаточно высокая подвижность привела к выводу орудия из корпусной артиллерии на более высокие по иерархии организационные уровни — в армейскую артиллерию или в артиллерию РВГК. Относительным недостатком можно считать использование в конструкции МЛ-20 дульного тормоза. Его наличие вызывало демаскировку орудия при стрельбе, так как истекающие из дула после вылета снаряда пороховые газы меняли направление движения после прохождения через дульный тормоз и поднимали клубы пыли с поверхности земли. Это обстоятельство было особенно существенно при стрельбе под небольшими углами возвышения, для борьбы с этим нежелательным явлением иногда применялось смачивание подстилающей поверхности водой. С другой стороны, использование дульного тормоза в то время уже стало обычной практикой для орудий подобного класса.

### Сноски
1. ↑  На максимальном заряде.